# Kerstin Jeckel

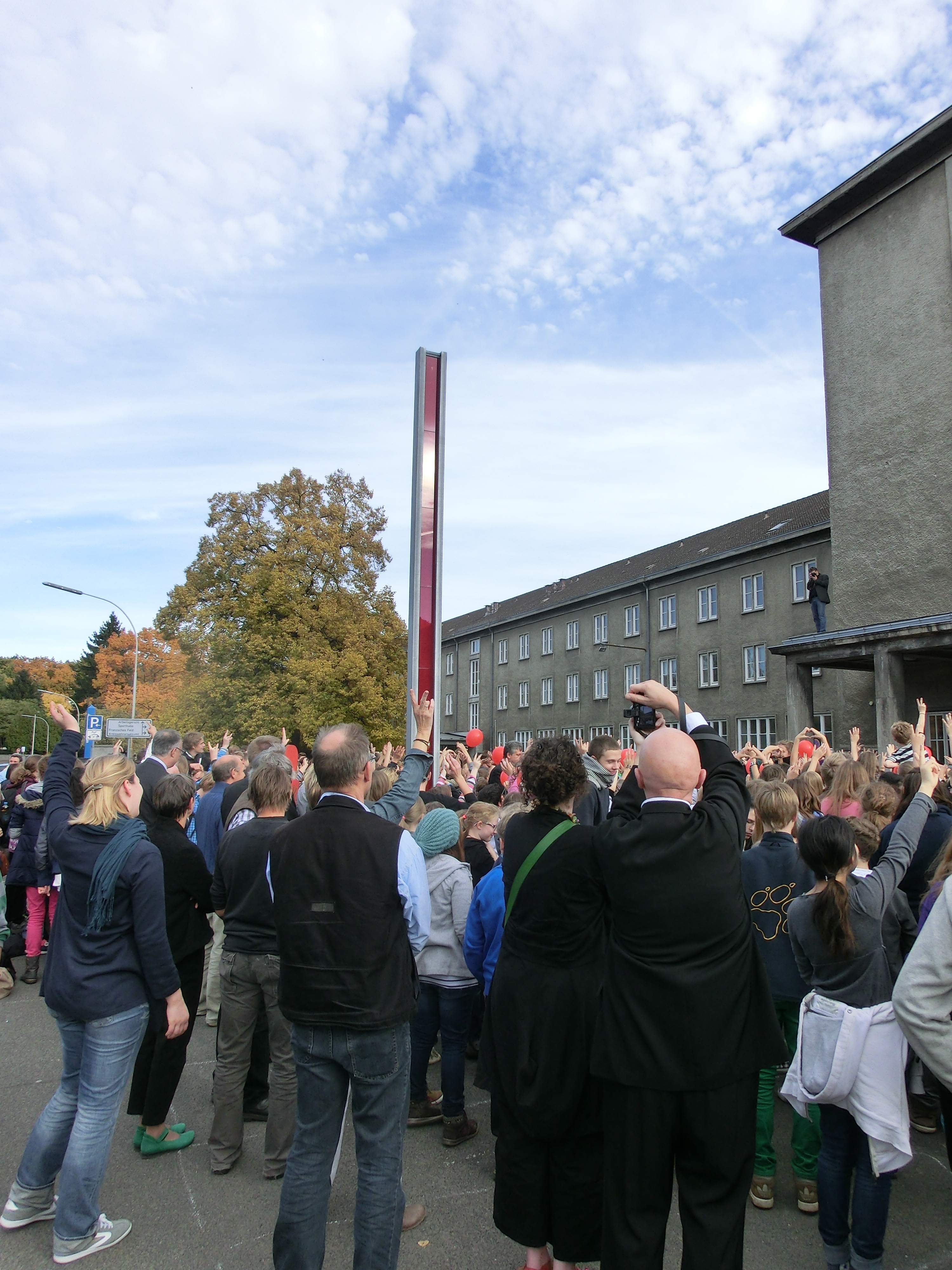
Einweihung der Stele der Toleranz an der IGS Franzsches Feld in Braunschweig im Jahr 2012, die von Jeckel und ihrem Mann Karl-Martin Hartmann initiiert wurde

Kerstin Jeckel (* 2. Juli 1960 in Wiesbaden) ist eine deutsche Malerin, die vor allem für ihre abstrakte und serielle Kunst bekannt ist.

## Leben
Kerstin Jeckel wurde in Wiesbaden geboren und wuchs in Wörsdorf im Taunus auf. Nach einer Ausbildung zur Verlagskauffrau studierte sie von 1983 bis 1989 an der Städelschule in Frankfurt am Main Freie Malerei und Kunsttheorie. Ihre Lehrer dort waren Thomas Bayrle, Johannes Schreiter und Raimer Jochims.
Seit 1987 werden Jeckels Arbeiten regelmäßig in Einzelausstellungen gezeigt, unter anderem im Nassauischen Kunstverein, in der Hessischen Landesvertretung beim Bund in Berlin, im Museum im Wehener Schloss in Taunusstein und im Kunsthaus Wiesbaden. 2010 stattete die damalige Bundesfamilienministerin und Wiesbadener Bundestagsabgeordnete Kristina Schröder ihr Ministerbüro in Berlin mit Gemälden von Jeckel aus.
Sie ist verheiratet mit dem Künstler Karl-Martin Hartmann und lebt in Wiesbaden.

## Werk
Jeckels Werk umfasst vor allem Malerei und Zeichnungen, die in großen Serien in verschiedenen Formaten entstehen. Ihre Gemälde zeichnen sich durch viele Schichten von Acrylfarbe aus, sodass mitunter der Eindruck eines Farbreliefs entsteht. In manche ihrer Bilder integriert Jeckel auch Fotografien, Textilien oder Blüten, sodass Collagen entstehen.
Für mehrere Verbände und Unternehmen realisierte sie größere Auftragsarbeiten für den öffentlichen Raum, unter anderem für die IHK Wiesbaden im Erbprinzenpalais.
Zusammen mit ihrem Mann initiierte Jeckel 1994 das Projekt einer roten Glasstele für Toleranz, von der durch einen eigens hierfür gegründeten gemeinnützigen Förderverein mittlerweile weltweit dutzende aufgestellt wurden, unter anderem in Braunschweig, Geisenheim, Kfar Saba, Betlehem, Breslau, Den Haag, Tallinn, Tavarnelle Val di Pesa und im US-Bundesstaat Wisconsin.
Im Jahr 1998 entwarf sie für das Unternehmen Teppich Michel zwei Teppiche, die jeweils in einer Auflage von 12 Stück in Handarbeit in Nepal geknüpft wurden. Im darauffolgenden Jahr wurde je ein Exemplar der Teppiche in einer Ausstellung im Museum Wiesbaden gezeigt.
2011 gewann Jeckel zusammen mit ihrem Mann den Wettbewerb zur Neugestaltung des Faulbrunnens am Platz der Deutschen Einheit in Wiesbaden. Nach jahrelangem Stillstand und Finanzierungsproblemen zogen sich die beiden Künstler jedoch  enttäuscht von dem Projekt der Stadtentwicklungsgesellschaft Wiesbaden zurück.
Im Jahr 2018 schuf sie für das Festival Poesie im Park im Schlosspark in Biebrich eine mehrteilige Installation, in der sie sich mit den Texten von Virginia Woolf auseinandersetzte.